# Кая, Арас
Ара́с Ка́я (тур. Aras Kaya; настоящее имя — Амо́с Кибито́к (англ. Amos Kibitok); род. 4 апреля 1994, Капсабет, Рифт-Валли, Кения) — турецкий легкоатлет кенийского происхождения, специализирующийся в беге на длинные дистанции. Серебряный призёр чемпионата Европы 2016 года в беге на 3000 метров с препятствиями.

## Биография
Амос Кибиток родился и вырос в городе Капсабет, одном из центров подготовки кенийских бегунов на длинные дистанции. До окончания школы все свободное время был вынужден проводить, помогая своей семье по хозяйству: пас коз, коров и овец. Отец умер от рака, когда Амосу было 7 лет, поэтому все заботы по воспитанию шести детей (четырёх братьев и двух сестёр) легли на его мать. С малых лет он ежедневно пробегал босиком 10 км в один конец, чтобы успеть на школьные занятия, первые ботинки появились у Кибитока только в 12 лет. Так что о карьере профессионального бегуна речь и не шла.
Окончив школу, Амос посоветовался со знакомым Стэнли Мукче, который успешно тренировался в одном из беговых центров и готовился принять гражданство Турции. После этого разговора Кибиток решил зарабатывать на жизнь лёгкой атлетикой. После нескольких попыток он сумел отобраться в международный проект по подготовке бегунов высокого класса .
Широко известен стал в 2013 году, когда вместе с тремя другими кенийцами (Эвансом Киплагатом, Николасом Чепсебой и Исааком Кипкембои) был приглашён Всероссийской федерацией лёгкой атлетики для обучения в России с возможностью получения в будущем гражданства. В сентябре 2013 года они были приняты в Поволжскую академию спорта в Казани. В это же время Амос начал свои первые серьёзные тренировки под руководством турецкого тренера Ондера Озбилена.
Дебют на российской арене произошёл в июне 2014 года на чемпионате России по бегу на 10 000 метров. Вместе с Чепсебой и Киплагатом он долгое время возглавлял забег, но пришёл к финишу лишь 4-м, показав результат 28.29,69. На чемпионате России в Казани он выступал на дистанциях 5000 метров и 3000 метров с препятствиями, где был далёк от призовой тройки. В 2015 году Амос выиграл дистанцию 5000 метров на зимнем и летнем чемпионатах России. За полгода ему удалось добиться впечатляющего прогресса. В обоих забегах он не оставил шансов своим российским соперникам, становясь первым со значительным преимуществом.
Ожидалось, что Амос Кибиток сможет получить российское гражданство в 2016 году. Однако в связи с разразившимся в конце 2015 года допинговым скандалом в российской лёгкой атлетике и временным отстранением спортсменов от участия в международных соревнованиях, идея натурализации кенийцев была временно забыта руководством федерации.
В 2016 году Амос принял предложение Турецкой федерации лёгкой атлетики и уже 14 июня стал гражданином Турции, сменив своё имя на Арас Кая. Международная ассоциация легкоатлетических федераций разрешила выступать ему под новым флагом с 4 июля, а уже 8 июля он стал серебряным призёром чемпионата Европы в беге на 3000 метров с препятствиями, установив новый личный рекорд — 8.29,91.

## Основные результаты
| Год  | Турнир                               | Место проведения      | Дисциплина | Место | Результат |
| ---- | ------------------------------------ | --------------------- | ---------- | ----- | --------- |
| 2014 | Чемпионат России по бегу на 10 000 м | Ерино, Россия         | 10 000 м   | 4-е   | 28.29,69  |
| 2014 | Чемпионат России                     | Казань, Россия        | 5000 м     | 6-е   | 13.52,89  |
| 2014 | Чемпионат России                     | Казань, Россия        | 3000 м с/п | 12-е  | 8.50,74   |
| 2015 | Чемпионат России в помещении         | Москва, Россия        | 5000 м     | 1-е   | 13.31,85  |
| 2016 | Чемпионат Европы                     | Амстердам, Нидерланды | 3000 м с/п | 2-е   | 8.29,91   |